# Cabo de Peñas

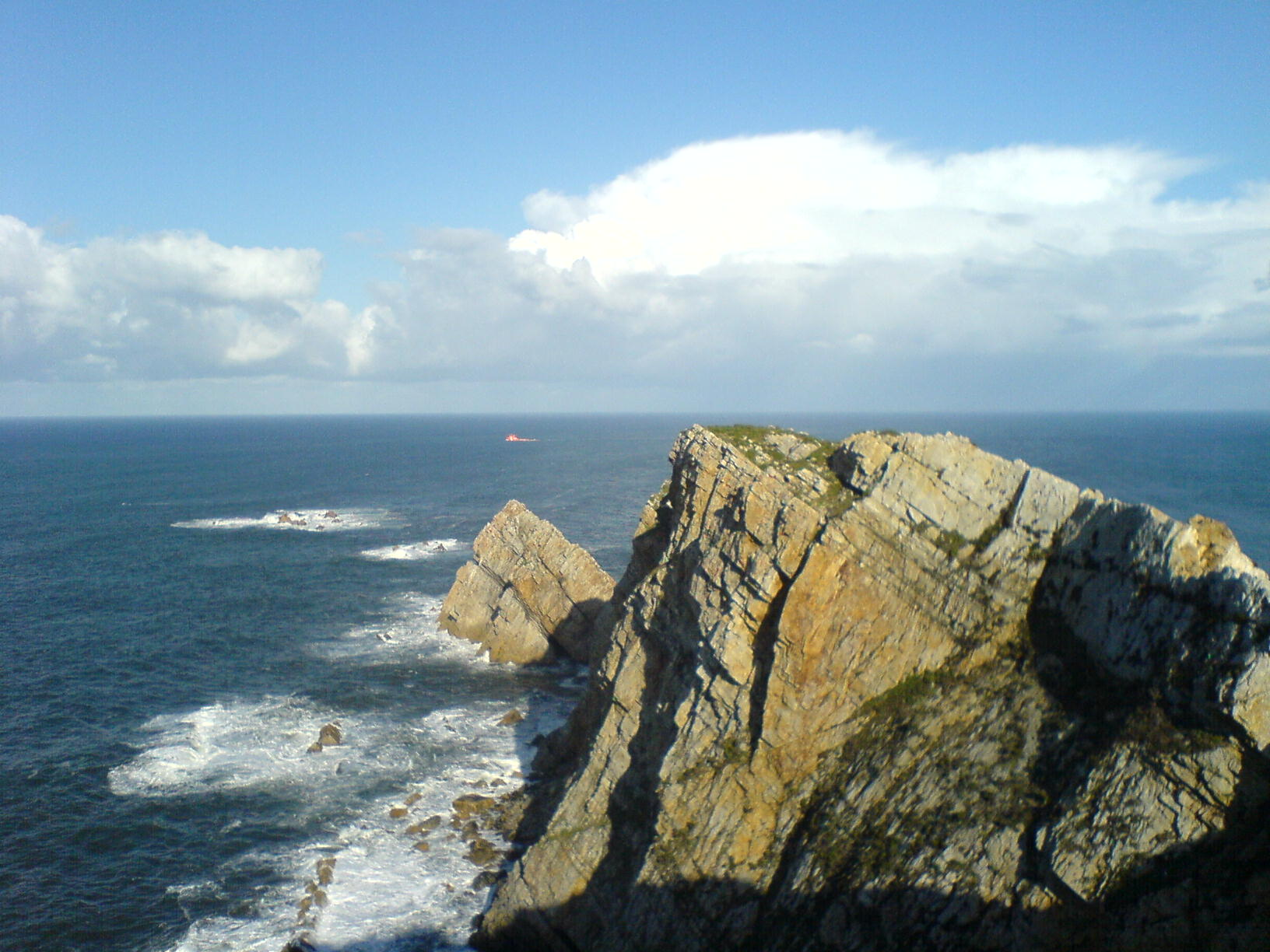
Cabo de Peñas

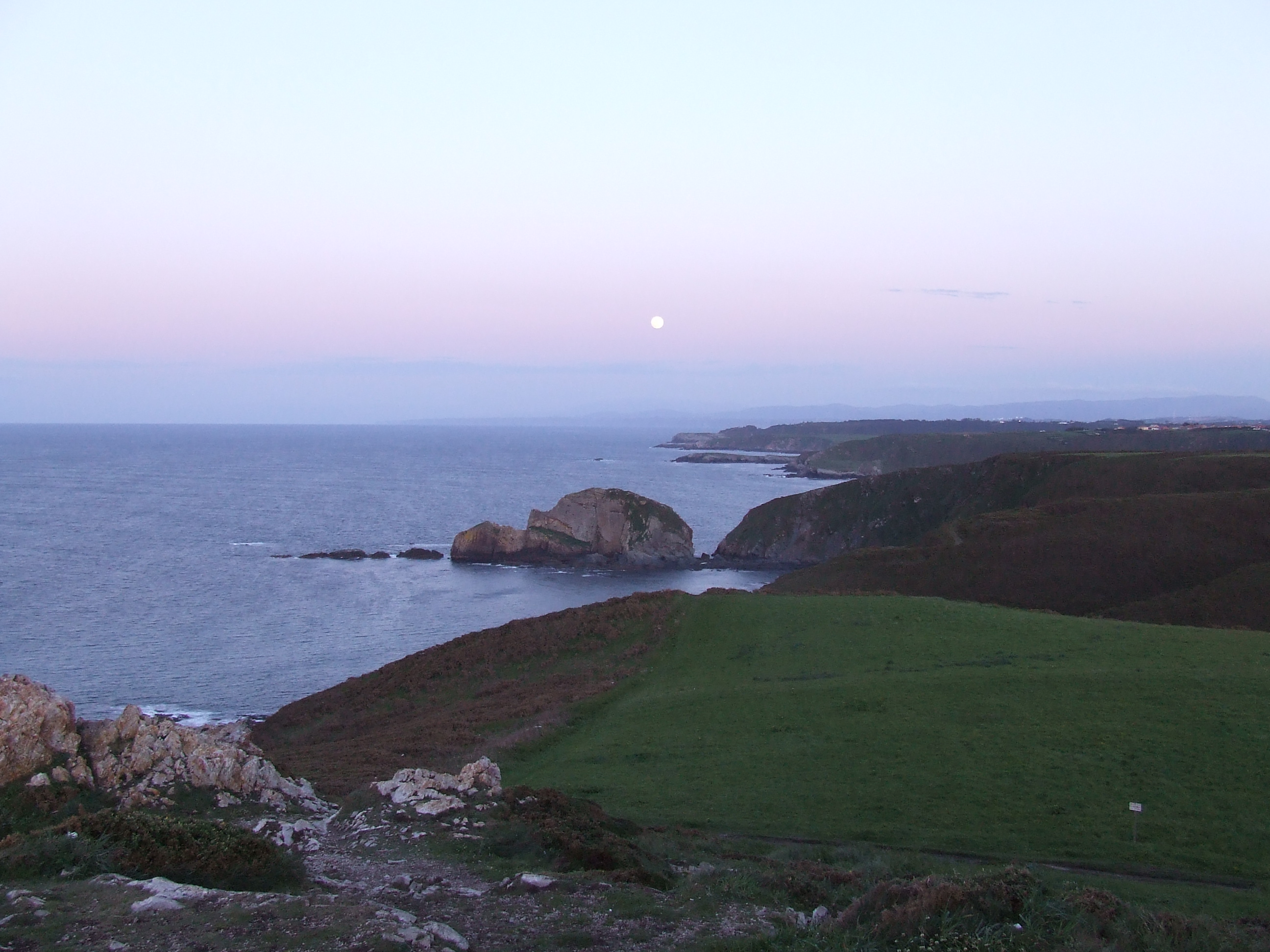
Cabo de Peñas, vista Este

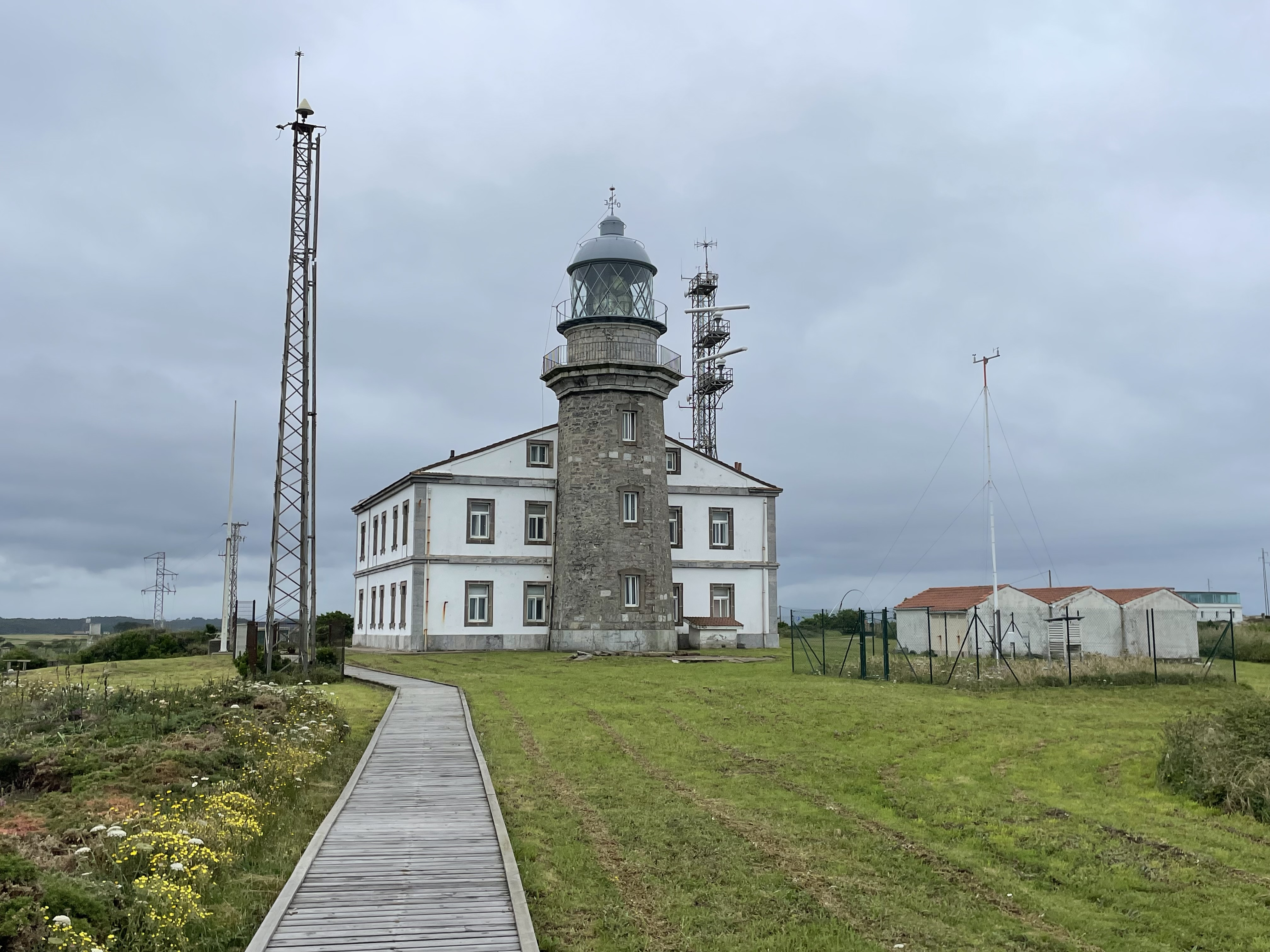
Farol do Cabo de Peñas

O Cabo de Peñas é o cabo que constitui o ponto mais setentrional do Principado das Astúrias, situado no município de Gozón.
É composto por rocha quartzite armoricana com marcada resistência à abrasão. Coroado pelo Farol do Cabo de Peñas que é o mais importante e de maior alcance do litoral asturiano e que desde 1852 guia os navegantes. Esta última lanterna foi adquirida na Exposição Universal de Barcelona de 1929.
Da penha la Gaviera (a 94 metros) pode avistar-se o Cabo Vidio e mesmo o Cabo Busto a oeste, e a Punta del Castro, Punta de la Narvata, Punta el Aguión, Punta la Vaca, e Punta de Tazones' a leste.